# 14631 Benbryan
14631 Benryan è un asteroide della fascia principale. Scoperto nel 1998, presenta un'orbita caratterizzata da un semiasse maggiore pari a 3,1480775 UA e da un'eccentricità di 0,0805409, inclinata di 15,27903° rispetto all'eclittica.
L'asteroide era stato inizialmente battezzato 14631 Benryan per poi essere corretto nella denominazione attuale.
L'asteroide è dedicato a Ben H. Bryan del gruppo di lavoro di OSIRIS-REx.